# Jörg Paulick
Jörg Paulick ist ein ehemaliger deutscher Handballspieler.

## Werdegang
Paulick war Torwart des SC Dynamo Berlin. Er gehörte der Nationalmannschaft der Deutschen Demokratischen Republik an, die bei der Weltmeisterschaft 1978 den dritten Platz belegte. Er bestritt 74 Länderspiele.
Der Sportlehrer und Maschinenbauingenieur wurde Torwarttrainer, betreut als solcher seit Jahren die Spreefüxxe Berlin sowie Berliner Talente wie Jens Vortmann. Beim Handball-Verband Berlin wurde er 1997 hauptamtlicher Referent für Breiten- und Freizeitsport, des Weiteren gibt er seine Erfahrung als Torwarttrainer im Verbandsauftrag an Berliner Vereine weiter. Im Landessportbund Berlin gehörte Paulick bis 2017 dem Landesausschuss Sportstätten sowie dem Arbeitskreis der Bezirklichen Sportarbeitsgemeinschaften/Bezirkssportbünde an.